# Cordilura similis
Cordilura similis är en tvåvingeart som först beskrevs av Siebke 1873.  Cordilura similis ingår i släktet Cordilura och familjen kolvflugor.
Artens utbredningsområde är Norge. Arten är reproducerande i Sverige. Inga underarter finns listade i Catalogue of Life.